# Ponera loi
Ponera loi är en myrart som beskrevs av Taylor 1967. Ponera loi ingår i släktet Ponera och familjen myror. Inga underarter finns listade i Catalogue of Life.